# Tukums
Tukums (pronúnciaⓘ) é uma cidade da Letônia. A cidade, em cuja vizinhança as fronteiras de três regiões diferentes do país se encontram (Livônia, Semigola e Curlândia), foi sede das instalações da Base Aérea de Tukums, usada durante a Guerra Fria.